# Сельское поселение «Посёлок Золотой»
Се́льское поселе́ние «Посёлок Золотой» — муниципальное образование в Район имени Лазо Хабаровского края Российской Федерации.
Административный центр — посёлок Золотой.

## История
Статус и границы сельского поселения установлены Законом Хабаровского края от 28 июля 2004 года № 208 «О наделении посёлковых, сельских муниципальных образований статусом городского, сельского поселения и об установлении их границ».

## Население
| 2010 | 2011 | 2012 | 2013 | 2014 | 2015 | 2016 |
| ---- | ---- | ---- | ---- | ---- | ---- | ---- |
| 427  | →427 | ↘407 | ↘403 | ↘384 | ↘373 | ↘368 |
| 2017 | 2018 | 2019 | 2020 | 2021 |      |      |
| ↘357 | ↘345 | ↘335 | ↘329 | ↘232 |      |      |

## Состав сельского поселения
| № | Населённый пункт | Тип населённого пункта          | Население |
| - | ---------------- | ------------------------------- | --------- |
| 1 | Золотой          | посёлок, административный центр | ↘232      |